# Ten City
Ten City war eine amerikanische R&B- und Danceband aus Chicago, die in den späten 1980er und frühen 1990er Jahren zu den erfolgreichen House-Acts zählte. Der größte Hit ist That’s the Way Love Is aus dem Jahr 1989.

## Bandgeschichte
Sänger Byron Stingily, Keyboarder Byron Burke und Gitarrist Herb Lawson gründeten 1987 das House-Trio Ragtyme und veröffentlichten die ersten Singles, Fix It Man und I Can’t Stay Away. Atlantic Records bot Stingily zu dieser Zeit einen Solovertrag an, der wollte jedoch nicht allein auftreten und holte seine Ragtyme-Kollegen Burke und Lawson dazu.
Die Formation, die vom House-Produzenten Marshall Jefferson betreut wurde, gab sich den Namen Ten City, abgeleitet von Intensity. Im Oktober 1987 stieg der Track Devotion auf Platz 17 der US-Dance-Charts, 1988 erreichte Right Back to You dort Platz acht. Mit That’s the Way Love Is gelang Anfang 1989 der endgültige Durchbruch. Die Single kam auf Platz eins der US-Dance-Charts, auf Platz acht im Vereinigten Königreich, auf Platz zwölf der Billboard R&B-Charts und auf Platz 18 in Deutschland. Im April schaffte eine Wiederveröffentlichung von Devotion den Sprung in die Top 30 der UK-Charts. Auch das Album Foundation, auf dem die bisherigen Hits enthalten sind, war erfolgreich und stieg auf Platz 22 in Großbritannien sowie auf Platz 49 der Billboard R&B-Charts.
Das Album State of Mind erschien 1990 und konnte sich nicht in den Charts platzieren. Lediglich die Auskopplungen Whatever Makes You Happy und Superficial People erreichten nennenswerte Platzierungen. Daraufhin verließ Ten City Atlantic Records und veröffentlichte 1992 ein weiteres Studioalbum namens No House Big Enough bei EastWest America. Das darauf enthaltene und von David Morales produzierte My Peace of Heaven schaffte es auf Platz 2 der US-Dance-Charts, Only Time Will Tell kam dort kurze Zeit später auf Platz 17.
Nach einem weiteren Labelwechsel, diesmal zu Columbia Records, erschien 1994 das Album That Was Then, This Is Now mit den Dance-Hits Fantasy und Goin’ Up in Smoke, letzteres ist eine Coverversion des Hits von Eddie Kendricks aus dem Jahr 1976. Aufgrund des ausbleibenden kommerziellen Erfolgs trennte sich das Trio und Byron Stingily widmete sich seiner Solokarriere.
Nomad feat. MC Mikee Freedom hatte 1991 mit einer Coverversion von Devotion einen internationalen Hit.

## Diskografie

### Alben
| Jahr | Titel Musiklabel Katalog-Nr. | Höchstplatzierung, Gesamtwochen, AuszeichnungChartplatzierungen (Jahr, Titel, Musiklabel Katalog-Nr., Platzierungen, Wochen, Auszeichnungen, Anmerkungen) | Höchstplatzierung, Gesamtwochen, AuszeichnungChartplatzierungen (Jahr, Titel, Musiklabel Katalog-Nr., Platzierungen, Wochen, Auszeichnungen, Anmerkungen) | Höchstplatzierung, Gesamtwochen, AuszeichnungChartplatzierungen (Jahr, Titel, Musiklabel Katalog-Nr., Platzierungen, Wochen, Auszeichnungen, Anmerkungen) | Anmerkungen                                                                     |
| Jahr | Titel Musiklabel Katalog-Nr. | DE | UK | R&B | Anmerkungen                                                                     |
| ---- | ---------------------------- | --- | --- | --- | ------------------------------------------------------------------------------- |
| 1989 | Foundation Atlantic 81939    | — | UK22 Silber · (12 Wo.)UK | R&B49 (16 Wo.)R&B | Erstveröffentlichung: 6. Februar 1989 Produzenten: Marshall Jefferson, Ten City |

Weitere Alben
- 1990: State of Mind (Atlantic 82146)
- 1992: No House Big Enough (EastWest Amerika 7 92170)
- 1994: That Was Then, This Is Now (Columbia 57183)
- 2001: The Best of Ten City (Kompilation; Ibadan 037)

### Singles
| Jahr | Titel Album                                          | Höchstplatzierung, Gesamtwochen, AuszeichnungChartplatzierungen (Jahr, Titel, Album, Platzierungen, Wochen, Auszeichnungen, Anmerkungen) | Höchstplatzierung, Gesamtwochen, AuszeichnungChartplatzierungen (Jahr, Titel, Album, Platzierungen, Wochen, Auszeichnungen, Anmerkungen) | Höchstplatzierung, Gesamtwochen, AuszeichnungChartplatzierungen (Jahr, Titel, Album, Platzierungen, Wochen, Auszeichnungen, Anmerkungen) | Höchstplatzierung, Gesamtwochen, AuszeichnungChartplatzierungen (Jahr, Titel, Album, Platzierungen, Wochen, Auszeichnungen, Anmerkungen) | Anmerkungen | [↑]: gemeinsam behandelt mit vorhergehendem Eintrag; [←]: in beiden Charts platziert |
| Jahr | Titel Album                                          | DE | UK | R&B | Dance | Anmerkungen |                                                                                      |
| ---- | ---------------------------------------------------- | --- | --- | --- | --- | --- | ------------------------------------------------------------------------------------ |
| 1987 | Devotion Foundation                                  | — | UK29 (4 Wo.)UK | — | Dance17 (9 Wo.)Dance | Erstveröffentlichung: September 1987 Charteintritt in UK erst im April 1989 Autoren: Marshall Jefferson, Byron Stingily |                                                                                      |
| 1988 | Right Back to You Foundation                         | — | UK80 (4 Wo.)UK | — | Dance8 (10 Wo.)Dance | Erstveröffentlichung: Mai 1988 Autoren: Marshall Jefferson, Byron Stingily, Byron Burke, Herb Lawson                    |                                                                                      |
| 1988 | One Kiss Will Make It Better Foundation (UK-Version) | —[UK: ↑] | UK80 (4 Wo.)UK | — | — | B-Seite von Right Back to You Autor: Marshall Jefferson                                                                 |                                                                                      |
| 1989 | That’s the Way Love Is Foundation                    | DE18 (15 Wo.)DE | UK8 (10 Wo.)UK | R&B12 (15 Wo.)R&B | Dance1 (12 Wo.)Dance | Erstveröffentlichung: Januar 1989 Autoren: Byron Stingily, Byron Burke, Herb Lawson                                     |                                                                                      |
| 1989 | Where Do We Go? Foundation                           | — | UK60 (2 Wo.)UK | R&B34 (11 Wo.)R&B | Dance28 (5 Wo.)Dance | Erstveröffentlichung: 10. Juli 1989 Autoren: Byron Stingily, Guy Vaughn                                                 |                                                                                      |
| 1990 | Whatever Makes You Happy State of Mind               | — | UK60 (3 Wo.)UK | R&B53 (12 Wo.)R&B | Dance16 (10 Wo.)Dance | Erstveröffentlichung: 15. Oktober 1990 Autoren: Byron Stingily, Byron Burke, Herb Lawson                                |                                                                                      |
| 1990 | Superficial People State of Mind                     | — | UK96 (1 Wo.)UK | — | Dance22 (7 Wo.)Dance | Erstveröffentlichung: 10. Dezember 1990 Autoren: Byron Stingily, Byron Burke, Mark Ingram, Orbert C. Davis              |                                                                                      |
| 1992 | My Peace of Heaven No House Big Enough               | — | UK63 (2 Wo.)UK | — | Dance2 (13 Wo.)Dance | B-Seite von Only Time Will Tell Produzent: David Morales Autoren: David Morales, Byron Stingily, Alec Shantzis          |                                                                                      |
| 1992 | Only Time Will Tell No House Big Enough              | —[UK: ↑] | UK63 (2 Wo.)UK | — | Dance17 (10 Wo.)Dance | Erstveröffentlichung: 3. August 1992 Autoren: Byron Stingily, Byron Burke, Herb Lawson, Aaron Smith                     |                                                                                      |
| 1993 | Fantasy That Was Then, This Is Now                   | — | UK45 (2 Wo.)UK | — | Dance20 (9 Wo.)Dance | Erstveröffentlichung: 30. August 1993 Autoren: Byron Stingily, Byron Burke, Herb Lawson                                 |                                                                                      |
| 1994 | Goin’ Up in Smoke That Was Then, This Is Now         | — | — | — | Dance21 (10 Wo.)Dance | Erstveröffentlichung: Mai 1994 Autoren: Allan Felder, Norman Harris Original: Eddie Kendricks, 1976                     |                                                                                      |

Weitere Singles
- 1987: Fix It Man (als Ragtyme feat. T. C. Roper)
- 1987: I Can’t Stay Away (als Ragtyme feat. Byron Stingily)
- 1989: Funny Love (The Knee Deep Mix)
- 1989: Suspicious
- 1990: I Should Learn to Love You
- 1992: Rejoice (Ten City presents DJ Shon)
- 1994: The Way You Make Me Feel
- 1996: Nothing’s Changed
- 1996: All Loved Out
- 2009: Raindance (Marshall Jefferson presents Ragtyme feat. Byron Stingily)